# ベッシー・ラヴ

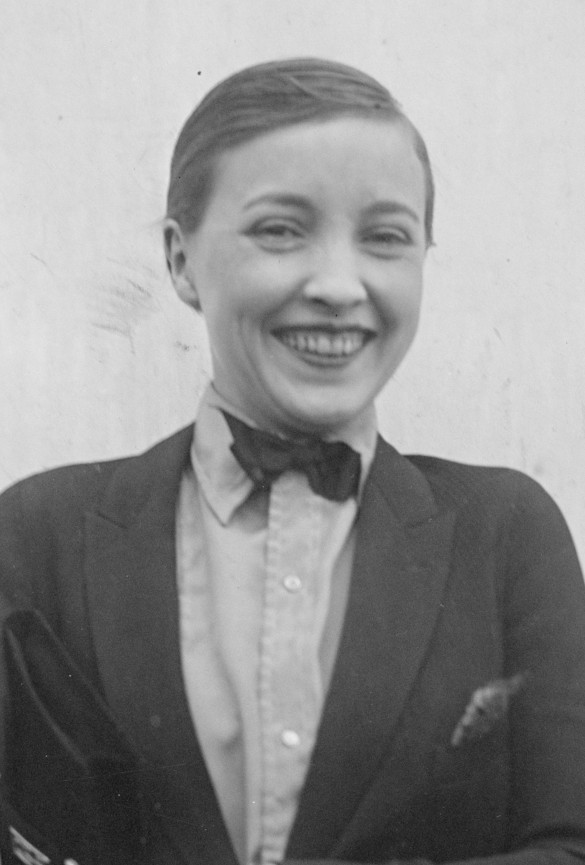
Eton cropのヘアスタイルをしたベッシー・ラヴ（1925年12月12日）

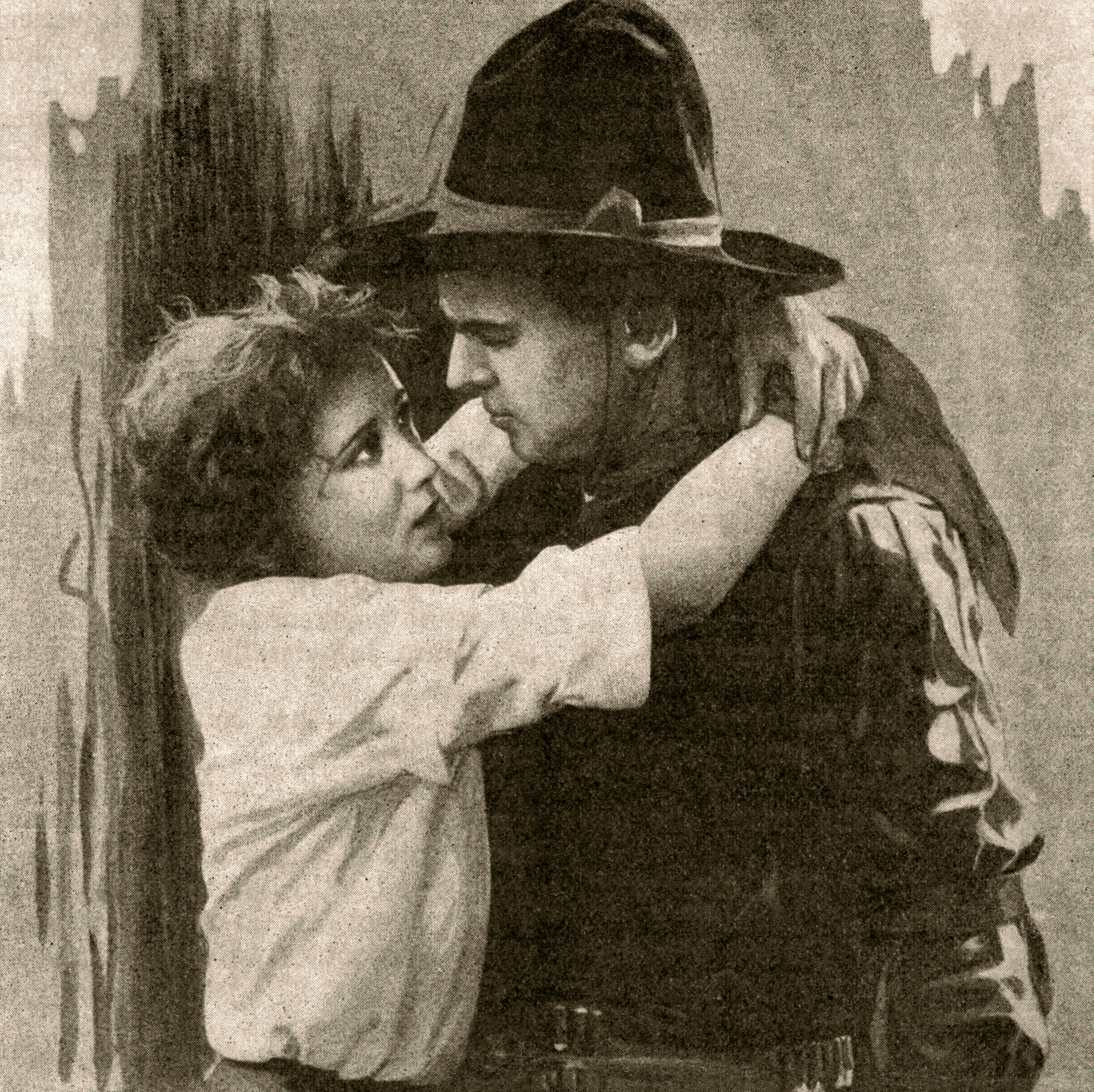
Bessie Love and Douglas Fairbanks in Coyote o' The Rio Grande 1916

ベッシー・ラヴ（Bessie Love、1898年9月10日 - 1986年4月26日）は、アメリカ合衆国の女優である。サイレント映画および初期のトーキーで活躍した。小柄でとてもかわいらしい彼女は純真な女の子や、おてんば娘、健全な主演女優を演じた。女優のかたわら、1919年の映画、『A Yankee Princess』を執筆した。

## 幼年時代
ベッシー・ラヴ は Juanita Horton として1898年9月10日にテキサス州ミッドランドで生まれた。 彼女が8年生のとき、カイロプラクターの父が彼女の家族を連れてハリウッドに引っ越すまでミッドランドの学校に通った。ベッシーはロサンゼルスの高校を卒業すると卒業祝いとして両親から贈られたアメリカ一周旅行をした。6か月の旅行ののち、彼女はロサンゼルスの自宅に帰った。

## 経歴

### サイレント時代
一家の家計を支えるため、ラヴの母は、彼女をバイオグラフに行かせた。そこで彼女は先駆的な映画監督であるD・W・グリフィスに出会った。グリフィスはベッシーに映画の手ほどきをし、女優として芸名を与えた。彼は『國民の創生』 (1915) と 『イントレランス』 (1916)で、彼女に端役を与えた。 彼女はまたウィリアム・S・ハートの相手役で『The Aryan』 (1916)に、ダグラス・フェアバンクスの相手役で『善良なる悪人』 (1916)と『跳ねる魚の謎』 (1916) に出演した。『スワンプ』（『沼』）（1921）と『朱色の画筆』（1922）では早川雪洲とも共演している。
1922年、ラヴはワンパス・ベビー・スターズのひとりに選ばれた。彼女は人気者になり、役割はおおきくなった。1925年の映画『本町通りの王様』でチャールストンを踊った。さらに同年アーサー・コナン・ドイルの同名の小説（邦題『失われた世界』）をもとにしたSFアドベンチャー『ロスト・ワールド』に主演した。3年後、若き日のフランク・キャプラ監督によるロマンティックコメディー『陽気な踊子』に主演した。

### トーキー時代
ラヴはトーキーへの移行に無事成功することができた。そして1929年、彼女は『ブロードウェイ・メロディー』で、 アカデミー主演女優賞にノミネートされた。彼女はほかにも、『ハリウッド・レヴィユー』 (1929)、『虹を追って』 (1930)、『有頂天時代』 (1930)、『They Learned About Women』 (1930)など、いくつかの初期のミュージカル映画に出演した。 
しかし、1932年までに彼女のアメリカ映画への出演は減っていった。彼女は1935年にイングランドに移住し、そこで舞台の仕事と時折映画出演をした。ヨーロッパで戦争が起こると彼女はしばらくアメリカに帰り、赤十字社で働いたり、軍隊で慰問を行ったりした。戦後、彼女はふたたびイギリスへ帰り、そこに居を構えて、イギリスとアメリカの映画会社で、脇役の仕事を続けた。『裸足の伯爵夫人』 (1954) で ハンフリー・ボガートと共演、またアメリカ人観光客として、ケネス・モア主演の『女になる季節』 (1961) に出演した。彼女はまたアメリカ人観光客の役でジェームズ・ボンドの『女王陛下の007』(1969)に出演した。
しかしながら、その後すぐに彼女のキャリアは停止し、彼女はイギリスへ移り数本の映画に出演した。1980年代になってからカムバックして 『ラグタイム』 (1981)、 ウォーレン・ベイティの『レッズ』 (1981)、そして彼女の最後の出演映画である『ハンガー』(1983) で、主演のカトリーヌ・ドヌーヴ, デヴィッド・ボウイ、スーザン・サランドンと共演した。彼女はその生涯で131本の映画とテレビドラマに主演した。

## 私生活
ラヴは1度結婚し、映画制作者のウィリアム・ホークス (映画監督のハワード・ホークスの兄弟)と1929年から1935年まで結婚生活をおくり、娘を1人儲けた。1986年4月26日、ロンドンで老衰によりその生涯を綴じた。
ハリウッド・ウォーク・オブ・フェイムのハリウッド大通り6777に彼女の星形のプレートが埋め込んである。